# Anita Florence Hemmings

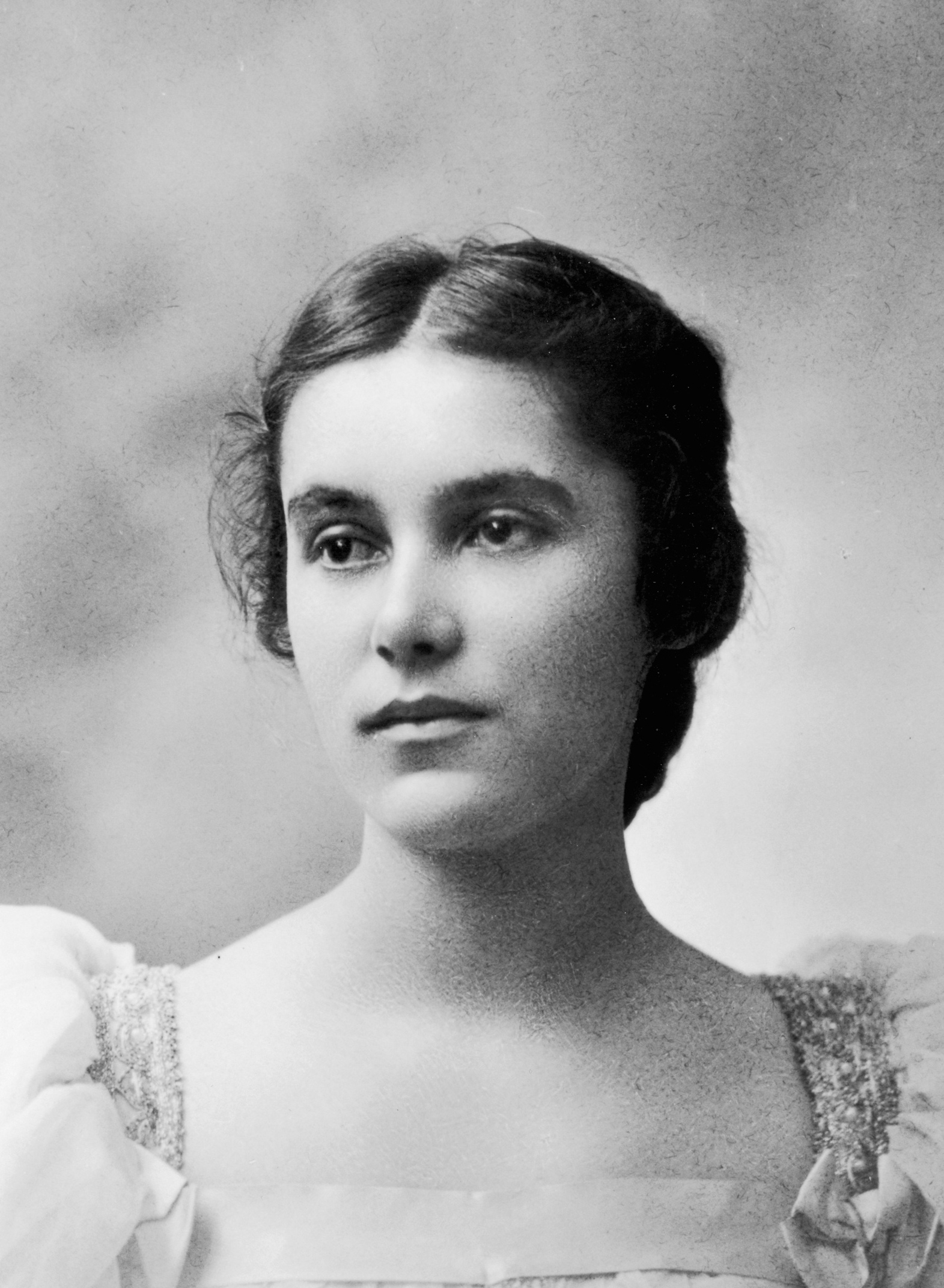
Anita Florence Hemmings

Anita Florence Hemmings (* 8. Juni 1872 in Boston, Vereinigte Staaten; † 1943 in New York City, Vereinigte Staaten) war eine US-amerikanische Bibliothekarin. Sie war die erste Afroamerikanerin, die 1887 ihren Abschluss am Vassar College erhielt, mehr als 40 Jahre bevor das College Afroamerikaner zuließ.

## Leben und Werk

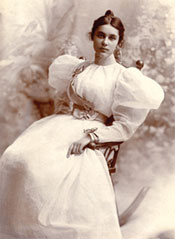
Anita Florence Hemmings (1897)

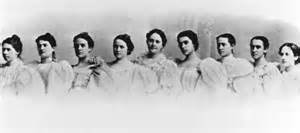
Vassar Glee Club, Anita Hemmings 4. von rechts

Hemmings war eines von drei Kindern des Hausmeisters Robert Williamson Hemmings und Dora Logan Hemmings, die beide in Virginia geboren worden waren und offenbar Sklaven gewesen waren. Es wird angenommen, dass ihr Vater ein entfernter Verwandter von Sarah „Sally“ Hemings war, die unter Thomas Jefferson versklavt wurde.
Hemmings war eine hellhäutige Afroamerikanerin und lebte mit ihrer Familie in Roxbury, einem Stadtteil Bostons. Obwohl sie nicht über die nötigen Mittel verfügten, wollten die Eltern ihren Kindern die beste Ausbildung ermöglichen. Hemmings besuchte die Girls’ English High School in Boston und dann das Northfield Seminary, um sich auf die Aufnahmeprüfung für das Vassar College vorzubereiten.
Als Hemmings sich 1893 für das Vassar College im Norden des Bundesstaats New York bewarb, gab sie der Schule an, dass sie englischer und französischer Abstammung sei. Bis zur Jahrhundertwende war für viele Afroamerikaner das Passing ein Mittel, um bessere Bildungschancen zu bekommen. Während ihres Studiums nahm sie am akademischen und gesellschaftlichen Leben des Colleges teil. Sie beherrschte sieben Sprachen, darunter Latein, Französisch und Altgriechisch, und war im Collegechor, der Debattiergesellschaft und der Contemporary Club Literary Organization aktiv. Als begabte Sopranistin wurde sie eingeladen, in örtlichen Kirchen Konzerte zu geben.
In ihrem dritten Jahr kursierten an der Schule Gerüchte über ihre Abstammung. Ein Grund dafür war wahrscheinlich der Besuch ihres Bruders Frederick, der am MIT studierte und dessen Haut ein wenig dunkler als die seiner Schwester war. Er war der einzige Afroamerikaner in seiner Klasse und einer der ersten, die am MIT ihren Abschluss machten.
Wenige Wochen vor der Abschlussfeier äußerte die Mitbewohnerin von Hemmings gegenüber ihrem Vater diese Verdächtigungen. Der Vater beauftragte einen Privatdetektiv, der entdeckte, dass Hemmings Eltern mit ihrer Tochter konspiriert hatten, um ihre Herkunft geheim zu halten.
Der Präsident des Vassar College, James Monroe Taylor, berief sofort eine geheime Versammlung der Fakultät ein, um diese beispiellose Situation zu besprechen. Von den Vorstandssitzungen, die über Hemmings Schicksal entschieden, sind keine Protokolle erhalten, doch das Providence Journal berichtete, dass Hemmings sich an den College-Präsidenten Taylor wandte, mit dem Ergebnis, dass ihr der Abschluss verliehen wurde.
Nach erfolgreichem Abschluss wurde sie Mitarbeiterin der Boston Public Library und arbeitete dort als Auslandskatalogisiererin, wo sie Übersetzungen und Bibliografien anfertigte. 1903 heiratete sie den Arzt Andrew Jackson Love, der ebenfalls afroamerikanischer und europäischer Abstammung war. Ihr Ehemann hatte sich wie sie jahrelang als Weißer ausgegeben. Er war Absolvent des Meharry Medical College in Tennessee, das historisch nur Afroamerikanern vorbehalten war, gab aber die Harvard University Medical School als seine Alma Mater an.
Wie ihre Eltern vor ihr konspirierte Hemmings mit ihrer Tochter Ellen, um deren Abstammung geheim zu halten, damit sie das Vassar College besuchen konnte. Auf ihrem Antrag gab ihre Tochter ihre Abstammung als französisch und englisch an, genau wie ihre Mutter es getan hatte. Ihre Tochter war 1927 die zweite Afroamerikanerin, die einen Abschluss am Vassar College erhielt. Eine weitere Absolventin folgte erst 1944.
1914 wurde Hemmings in Woman’s Who’s who of America: A Biographical Dictionary of Contemporary Women of the United States and Canada aufgeführt. In diesem Eintrag wurde vermerkt, dass sie „das Frauenwahlrecht befürwortet“. Sie freundete sich auch mit dem afroamerikanischen Bürgerrechtler W. E. B. Du Bois an.
Die Autorin Karin Tanabe veröffentlichte 2016 den historischen Roman The Gilded Years: A Novel über die erste afroamerikanische Absolventin des Vassar College. 2017 wurde bekannt gegeben, dass Zendaya eine Filmbiografie über Hemmings Leben mit dem Titel A White Lie produzieren und darin die Hauptrolle spielen wird. Der Film erschien 2018.